# Gadirtha viridalis
Gadirtha viridalis är en fjärilsart som beskrevs av Arnold Pagenstecher 1888. Gadirtha viridalis ingår i släktet Gadirtha och familjen trågspinnare. Inga underarter finns listade i Catalogue of Life.